# Союз російського народу
Союз російського народу (рос. Союз русского народа) — російська ультраправа і монархічна політична організація, відома також, як партія чорносотенців, створена в жовтні 1905 в Санкт-Петербурзі з метою протистояння прогресивним перетворенням у Росії. Об'єднувала реакційне дворянство, духовенство, міську дрібну буржуазію. Засновниками «Союзу» були О. Дубровін, В. Пуришкевич та ін..

## Діяльність

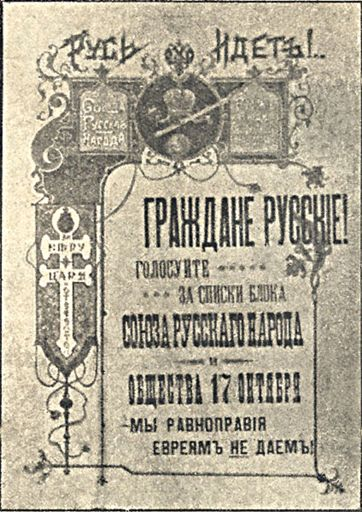
Агітаційна антисемітська листівка організації

Заснована в листопаді 1905 р. з центром у Санкт-Петербурзі, мала понад 500 відділень в містах імперії. Більшість членів організації мешкали на території України, у тому числі в Києві, Одесі та інших містах і були здебільшого представниками дрібної буржуазії, поміщиків, інтелігенції, духовенства, а також робітників та селян. Основними цілями організації було збереження єдності Росії, войовниче православ'я, русифікація, боротьба з революцією та підтримка самодержав'я. Друкованим органом партії була газета «Русскоє знамя», відома зокрема тим, що першою надрукувала «Протоколи сіонських мудреців».
«Союз російського народу» також несе відповідальність за розпалювання ненависті до неросійських народів, антисемітизму; був причетний до організації антиєврейських погромів в Молдові, Одесі та інших містах України. «Союз російського народу» також виступав проти українського національного руху та вшанування Тараса Шевченка. У 1908 р. союз розпався на кілька конкуруючих організацій, серед яких визначився «Союз Михаїла Архангела». Після лютневої революції 1917 р. партія була заборонена.

політичні пройдисвіти, люди з брудними думками і почуттями, що не мають жодної життєздатної і чесної політичної ідеї і всі свої зусилля спрямовують на розпалювання найнижчих пристрастей дикої, темної юрби. Партія ця, перебуваючи під крилом двоголового орла, може вчинити жахливі погроми і потрясіння, але нічого, крім негативного, створити не може… Вона складається з темної, дикої маси, ватажків — політичних негідників… І бідний государ мріє, спираючись на цю партію, відновити велич Росії. Бідний государ… І це головним чином результат впливу імператриці… Чорносотенці переслідують у переважній більшості випадків цілі егоїстичні, найнижчі, цілі шлункові та кишенькові. Це типи лабазніков і вбивць з-за рогу… Чорносотенці наймають вбивць; їх армія — це хулігани найнижчого розряду… Государ полюбив після 17 жовтня найбільше чорносотенців, відкрито проголошуючи їх як перших людей Російської імперії, як зразки патріотизму, як національну гордість.
Оригінальний текст (рос.)
политические проходимцы, люди грязные по мыслям и чувствам, не имеют ни одной жизнеспособной и честной политической идеи и все свои усилия направляют на разжигание самых низких страстей дикой, темной толпы. Партия эта, находясь под крылом двуглавого орла, может произвести ужасные погромы и потрясения, но ничего, кроме отрицательного, создать не может... Она состоит из темной, дикой массы, вожаков - политических негодяев... И бедный государь мечтает, опираясь на эту партию, восстановить величие России. Бедный государь... И это главным образом результат влияния императрицы... Черносотенцы преследуют в громадном большинстве случаев цели эгоистические, самые низкие, цели желудочные и карманные. Это типы лабазников и убийц из-за угла... Черносотенцы нанимают убийц; их армия - это хулиганы самого низкого разряда... Государь возлюбил после 17 октября больше всего черносотенцев, открыто провозглашая их как первых людей Российской империи, как образцы патриотизма, как национальную гордость
— С. Ю. Вітте «Воспоминания». Видавництво «Слово», 1923 р.(рос.)
Почесними членами Союзу були Микола II і царевич Олексій.
У листопаді 2005 в Москві «Союз російського народу» знову відродився, відбувся відновний з'їзд партії. Першим головою відродженого «Союзу» був обраний скульптор В'ячеслав Кликов. Зараз організація має представництва у 17 містах Росії.

## Члени організації
- Микола II — цар, російський святий.
- Іван Кронштадський — російський святий.
- Патріарх Тихон — патріарх РПЦ, святий
- Пуришкевич Володимир Митрофанович — російський політик
- Патріарх Алексій I — патріарх РПЦ